# Stefan Stantschew (Germanist)
Stefan Iwanow Stantschew (bulgarisch Стефан Станчев; * 7. Januar 1906 in Stara Sagora; † 1982) war ein bulgarischer Germanist.

## Leben
Stantschew absolvierte ein Studium der Germanistik an der Universität Sofia und spezialisierte sich 1938/1939 an der Universität München. Von 1952 bis 1956 unterrichtete er Bulgarisch an der Berliner Humboldt-Universität. Ab 1956 war er als Professor an der Universität Sofia tätig.
In seiner wissenschaftlichen Arbeit veröffentlichte er Artikel zur deutschen Literatur und insbesondere zur Literatur der DDR. Er verfasste Lehrbücher für die Deutsche Sprache sowie deutsch-bulgarische und bulgarisch-deutsche Wörterbücher. Außerdem trat er als Übersetzer hervor.